# 107-я реактивная артиллерийская бригада (Украина)
107-я реакти́вная артиллери́йская бригада (укр. 107-ма реактивна артилерійська бригада) в/ч А1546 п/п В0293 — войсковое формирование ракетных войск в составе Сухопутных войск Вооружённых Сил Украины.

## История
С января 1992 года, после распада СССР, 107-я ракетная бригада Советской армии перешла под юрисдикцию Украины. Бригада имела на вооружении 18 пусковых установок 9К72 «Эльбрус».
В 1998 году 107 РБр, вместе с 19 РБр и 199 РБр, вошла в сформированную из этих бригад 1-ю ракетную дивизию.
В 2003 году 107-ю ракетную бригаду перевооружают на более современный высокоточный тактический ракетный комплекс 9К79-1 «Точка-У».
В 2005 году ракетную бригаду переформировали в реактивный артиллерийский полк и на его вооружение поступила реактивная система залпового огня 9К58 «Смерч». 23 июня 2006 года бригада Указом президента Украины переименована в 107-й реактивный артиллерийский полк.
В октябре 2007 года в части служили 77 контрактников, что составляло более трети от общего количества солдат и сержантов.
В 2008 году Приказом Министра обороны Украины полку присвоено почётное наименование «Кременчугский».

### Война на востоке Украины
Начиная с марта 2014 года большая часть личного состава полка находилась на учебном полигоне в Днепропетровской области, остальные — в Херсонской области.
После начала активной фазы антитеррористической операции на Донбассе 2-й реактивный артиллерийский дивизион полка был передислоцирован на восток страны для выполнения боевых задач.
Согласно интервью начальника Генерального штаба ВС Украины Виктора Муженко, 17-18 августа 2014 года 1-й реактивный артиллерийский дивизион полка совместно с 1-м дивизионом 19-й ракетной бригады нанес удар по подразделениям регулярной российской армии на территории Украины под Снежным.
29 августа 2014 года, после массированного ввода российских регулярных войск на территорию Украины, для обеспечения выхода частей и подразделений украинских войск из окружения под Иловайском, Генеральным Штабом ВСУ был задействован 1-й реактивный артиллерийский дивизион 107-го реактивного артиллерийского полка, а также 1-й дивизион 19-й ракетной бригады.

### Переформирование
С 1 января 2019 года полк переформирован в бригаду в соответствии с организационной директивы Генерального Штаба ВСУ. По версии обозревателей, это связано с поступлением в ближайшем будущем систем «Ольха».
24 июля 2019 года состоялся очередной этап заводских испытаний высокоточной РСЗО «Ольха-М», в ходе которого был проверен ряд технических и технологических решений. Пуски проводилась штатными расчётами 107-й реактивной артиллерийской бригады, которая будет первой в Вооружённых Силах Украины, вооружённой новой системой. Испытания проходили при участии специалистов Государственного научно-исследовательского института испытаний, использовавших датскую радарную систему MFTR-2100/40 для проверки траектории полёта ракет..

## Традиции
В 2008 году приказом Министра обороны Украины полку присвоено почётное наименование «Кременчугский».
До 2014 года нарукавный знак имел вид щита чёрного цвета со знаками артиллерии, герба Кременчуга, надписями «107 РЕАП» и «Ленинградский».
18 ноября 2015 года полк получил название 107-й реактивный артиллерийский полк. Ранее он носил название 107 реактивный артиллерийский Ленинградский ордена Кутузова полк, однако в рамках общевойсковой реформы лишился советских наград и почётных названий.

## Командиры
- (1992—2004) полковник Добрунов Виталий Викторович
- (2004—2011) полковник Шкуратов Сергей Григорьевич[14]
- (2012—2015) полковник Комлик Николай Вячеславович
- (с 2015) полковник Келембет Александр Михайлович

## Вооружение
- (1992—2003) ОТРК 9К72 «Эльбрус»
- (2003—2005) ОТРК 9К79-1 «Точка-У»
- (с 2005) 9К58 «Смерч»